# Lookout Mountain (Tennessee)
Pour les articles homonymes, voir Lookout Mountain.
Lookout Mountain est une municipalité américaine située dans le comté de Hamilton au Tennessee.
Selon le recensement de 2010, Lookout Mountain compte 1 832 habitants. La municipalité s'étend alors sur une superficie de 1,26 mille carré (3,26 km2).
La localité doit son nom à une montagne qui domine la région (Lookout Mountain (en)) et dont la partie nord se trouve sur son territoire ; la partie sud étant située en Géorgie.